# Čierna Lehota (okres Bánovce nad Bebravou)
Čierna Lehota (Hongaars: Csarnólak) is een Slowaakse gemeente in de regio Trenčín, en maakt deel uit van het district Bánovce nad Bebravou.
Čierna Lehota telt 116 inwoners.